# 函館空港インターチェンジ
函館空港インターチェンジ（はこだてくうこうインターチェンジ）は、北海道函館市にある函館新外環状道路のインターチェンジである。

## 歴史
- 2021年（令和3年）3月28日 : 赤川IC - 函館空港IC間開通に伴い、供用開始[1]。

## 周辺
- 函館空港
- トラピスチヌ修道院
- 函館市市民の森
- 函館市立上湯川小学校

## 接続する道路
- 直接接続
  - 北海道道1177号函館空港インター線

## 隣
函館新外環状道路
(3) 日吉IC - (4) 函館空港IC